# Nicolaas Pieneman (1880-1938)
Nicolaas Pieneman (Amsterdam, 1 december 1880 – aldaar, 1 december 1938) was een Nederlands kunstschilder en tekenaar.

## Leven en werk
Pieneman was een zoon van Nicolaas Pieneman (1853-1945) en Herremijntje de Hondt (1849-1939). Zowel zijn vader als zijn grootvader Dirk Pieneman waren huisschilders. Nicolaas en zijn jongere zus Johanna (1889-1986) kozen voor het kunstenaarsvak. De gelijknamige kunstschilder Nicolaas Pieneman is geen directe verwant.
Pieneman werd, net als zijn jongere zus Johanna, opgeleid aan de Rijksakademie van beeldende kunsten in Amsterdam als leerling van Carel Dake en Nicolaas van der Waay. Hij vervolgde zijn opleiding aan het Internationaal schildersatelier onder leiding van Martin Monnickendam. Hij woonde en werkte in Amsterdam, op een korte tijd in Londen (1912-1913) en Zeist (1913-1914) na. Pieneman schilderde en tekende stadsgezichten, portretten en landschappen, vooral in Amsterdam en omgeving. Hij sloot zich aan bij Sint Lucas en De Onafhankelijken. Met beide verenigingen exposeerde hij een aantal malen in het Stedelijk Museum Amsterdam. In 1933 toonde hij daar een zelfportret, dat - samen met nog een aantal schilderijen - door zijn zoon is geschonken aan het rijk (Rijksdienst voor het Cultureel Erfgoed).
Pieneman overleed op zijn verjaardag, op 58-jarige leeftijd.

## Schilderijen (selectie)

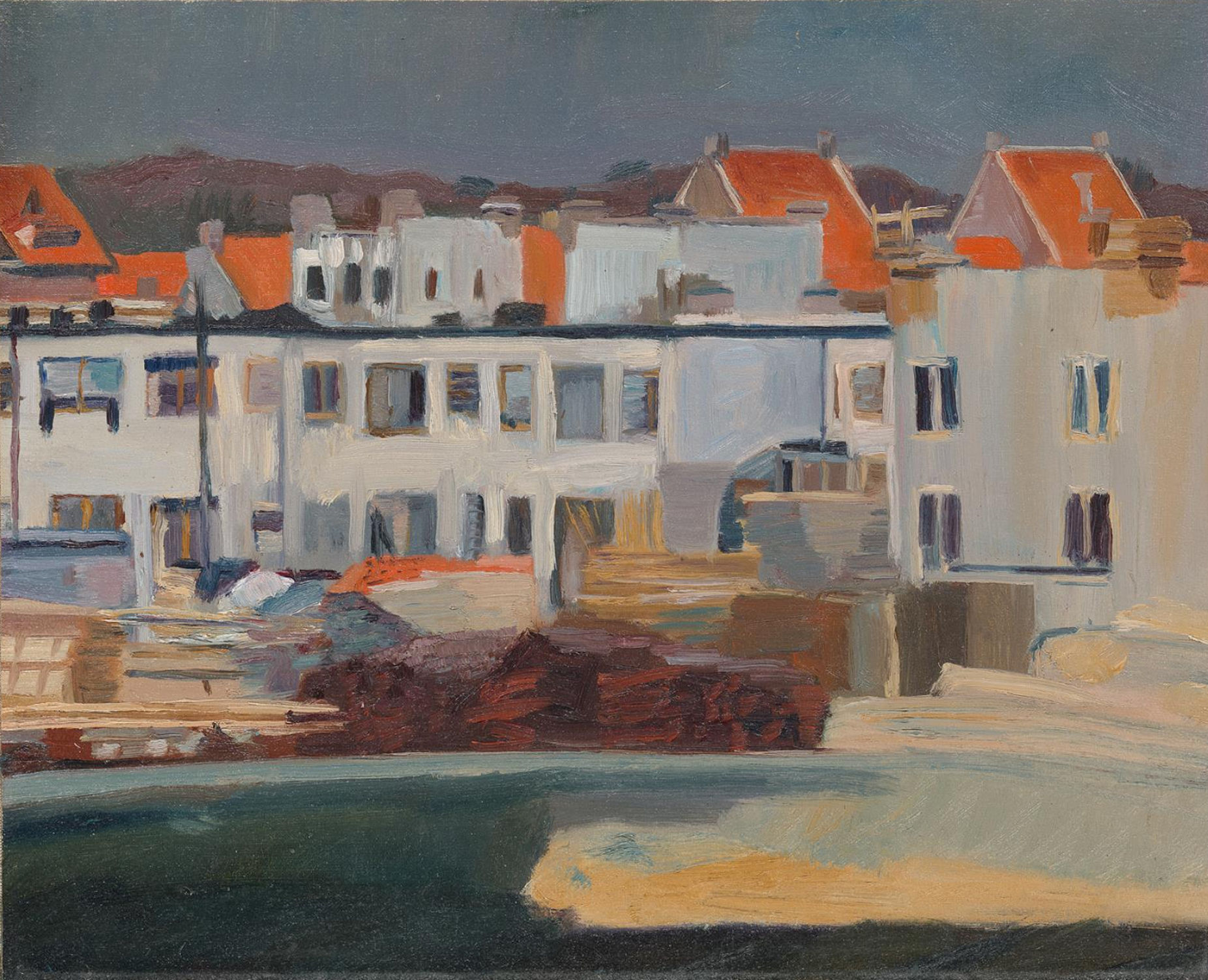
Amsterdam-Betondorp in aanbouw (1925), Amsterdam Museum
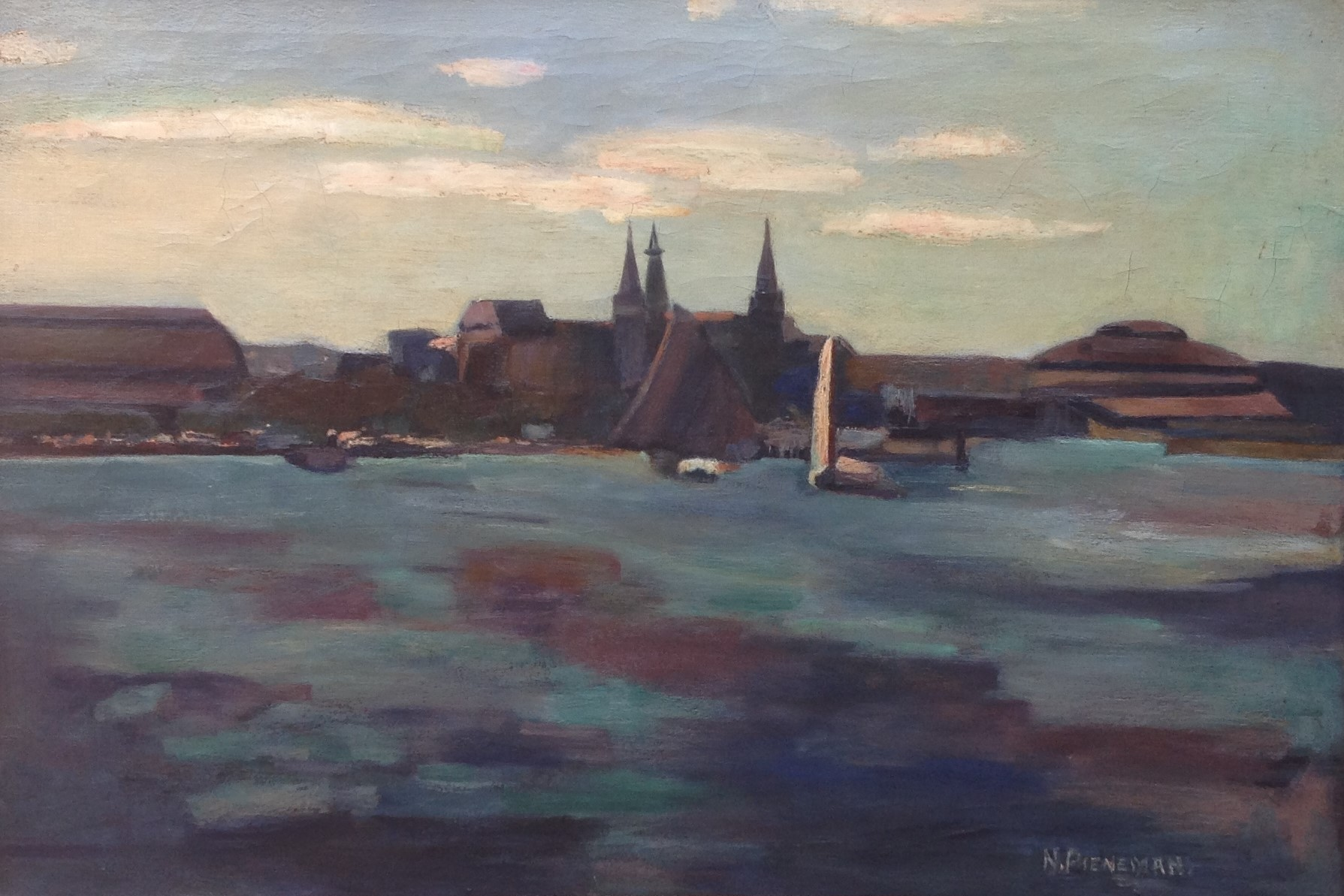
Centraal Station Amsterdam
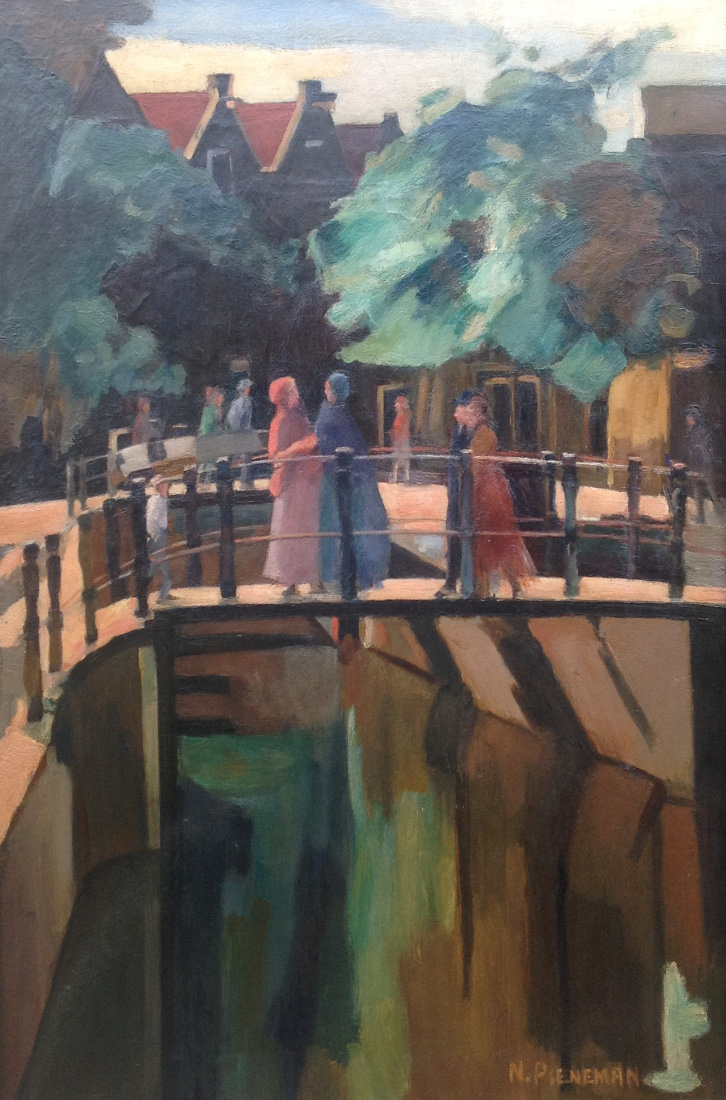
Dames op de brug
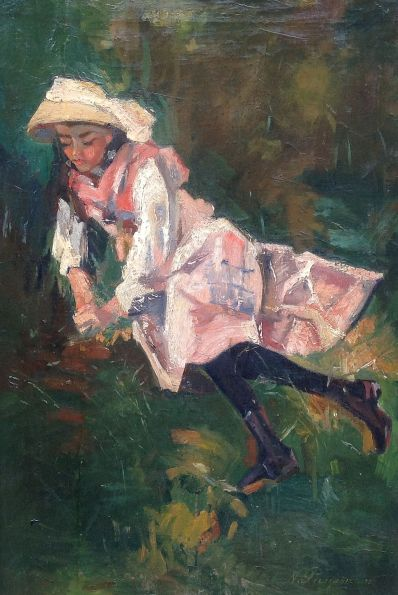
Meisje in gras
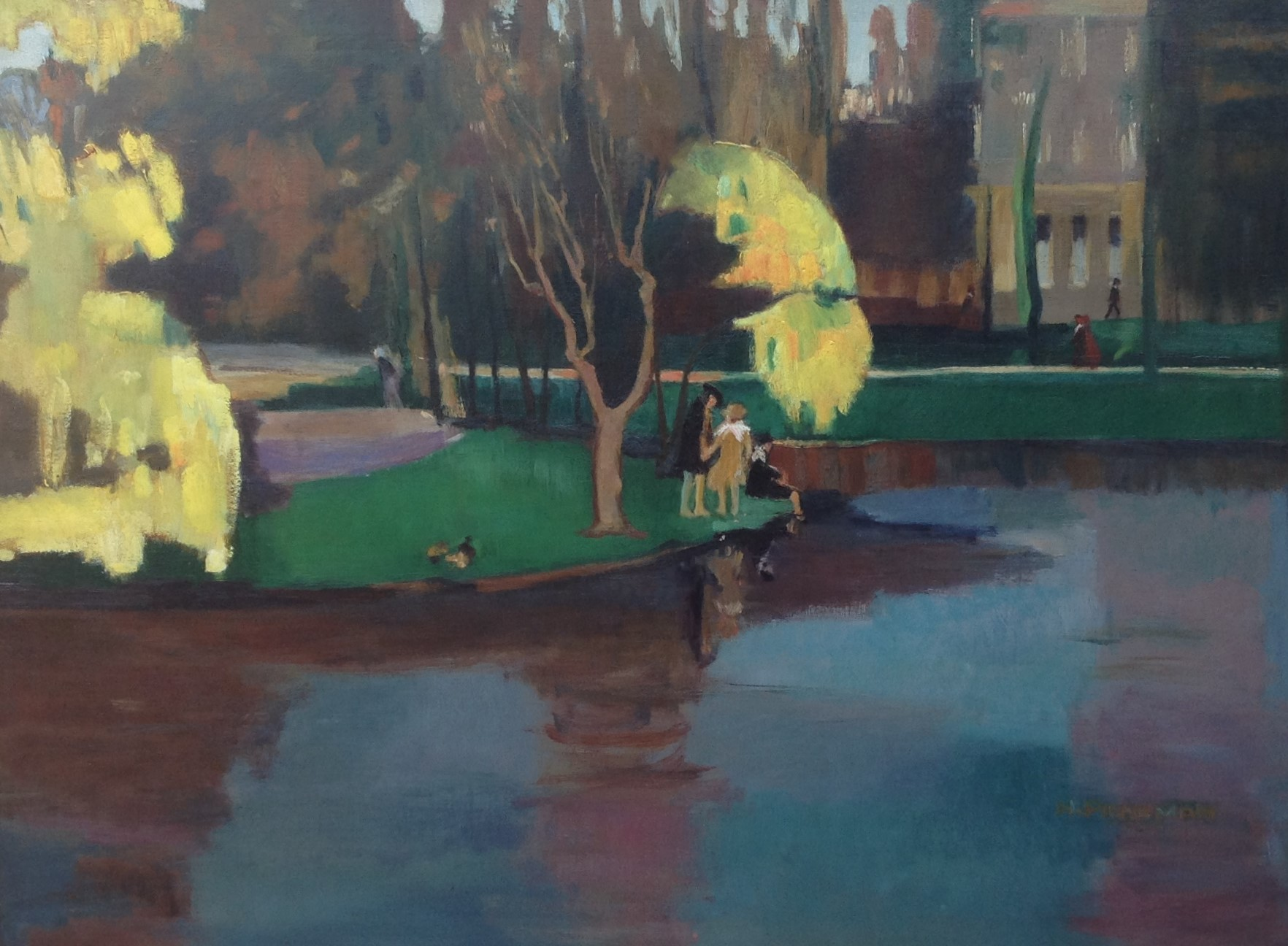
Oosterpark met Tropenmuseum
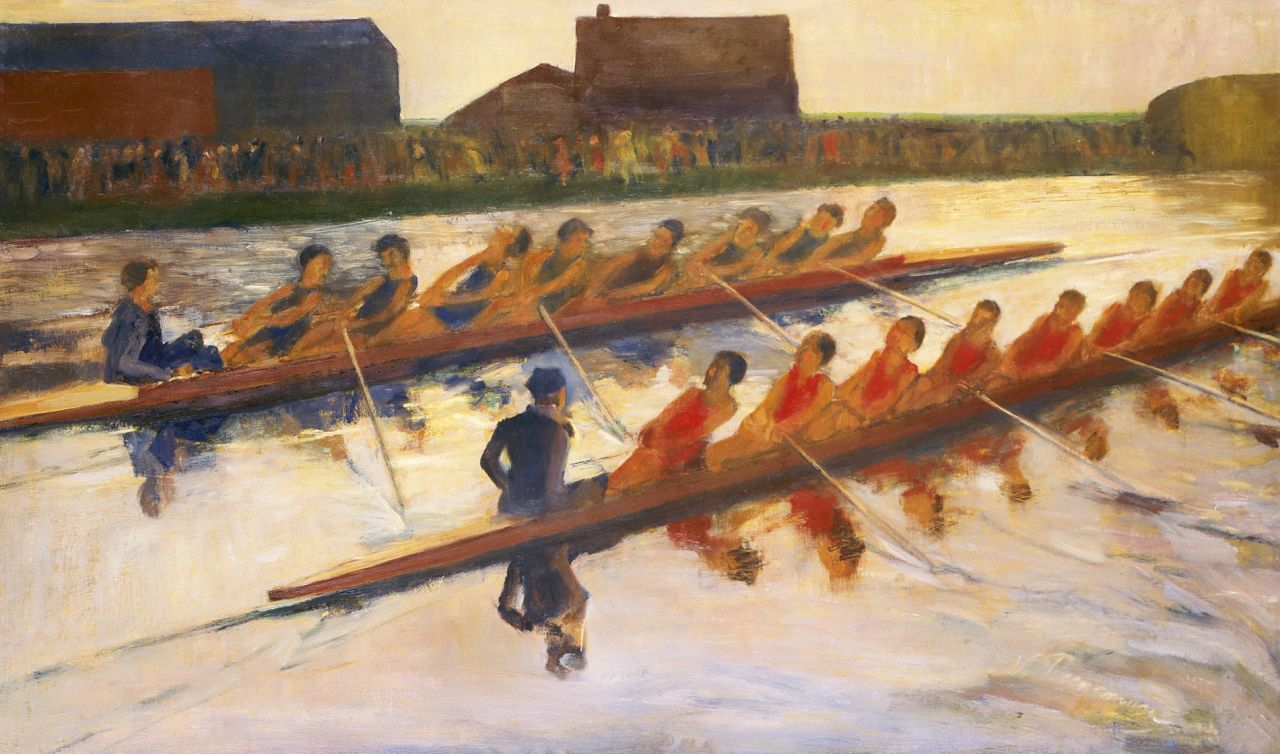
Roeiwedstrijd op de Amstel